# Paul Willis
Paul Willis (Chicago, 9 aprile 1901 – Los Angeles, 3 novembre 1960) è stato un attore statunitense, noto soprattutto come attore bambino nel cinema muto americano dal 1913 e il 1917 (tra i 12 e i 16 anni d'età) e quindi come giovane attore fino al 1923.

## Biografia
Nato a Chicago, Illinois, Paul Willis inizia la sua carriera cinematografica come attore bambino per la Vitagraph all'età di dodici anni come protagonista del cortometraggio Little Kaintuck (1913). Seguono tra il 1913 e il 1915 altri numerosi ruoli giovanili, soprattutto di genere western, spesso in coppia con l'attrice bambina Mildred Harris. In Bill Goes in Business for Himself, diretto da Edward Dillon nel 1914, recita al fianco di Tod Browning, attore e futuro regista di successo. 
A partire dal 1916 Willis è ora impiegato in ruoli di supporto in lungometraggi. Nel 1917 è con il popolare duo Harold Lockwood e May Allison nel dramma romantico The Promise, diretto da Jay Hunt.
Ormai un giovane attore, si segnala nel 1919 per la sua interpretazione di Dickon Sowerby nell'adattamento cinematografico diretto da Gustav von Seyffertitz del romanzo di Frances Hodgson Burnett The Secret Garden e al fianco di Mae Marsh in Nobody's Kid (1921). Ma la sua carriera non ha seguito. La sua ultima apparizione cinematografica è nel film drammatico Money! Money! Money! (1923), diretto da Tom Forman con Katherine MacDonald e Carl Stockdale.
Ritiratosi dalla recitazione, Willis muore a Los Angeles, in California nel 1960, all'età di 59 anni.

## Filmografia
- Little Kaintuck, regia di Robert Thornby - cortometraggio (1913)
- The Brute, regia di Hardee Kirkland - cortometraggio (1914)
- Johanna, the Barbarian, regia di Ulysses Davis - cortometraggio (1914)
- The Poor Folks' Boy, regia di Ulysses Davis - cortometraggio (1914)
- The Milkfed Boy - cortometraggio (1914)
- Bill Goes in Business for Himself, regia di Edward Dillon - cortometraggio (1914)
- Enoch Arden, regia di Christy Cabanne - cortometraggio (1915)
- The Little Matchmaker - cortometraggio (1915)
- A Man for All That, regia di Raoul Walsh - cortometraggio (1915)
- The Little Soldier Man, regia di Fred Kelsey - cortometraggio (1915)
- A Rightful Theft - cortometraggio (1915)
- The Old Batch - cortometraggio (1915)
- The Choir Boy - cortometraggio (1915)
- The Little Lumberjack, regia di Ray Myers - cortometraggio (1915)
- The Indian Trapper's Vindication - cortometraggio (1915)
- Could a Man Do More?, regia di Robert Broadwell - cortometraggio (1915)
- The Fall of a Nation, regia di Thomas Dixon Jr. (1916)
- The Promise, regia di Jay Hunt (1917)
- The Haunted Pajamas, regia di Fred J. Balshofer (1917)
- The Trouble Buster, regia di Frank Reicher (1917)
- Shootin' Mad (1918)
- The Secret Garden, regia di Gustav von Seyffertitz (1919)
- The Son-of-a-Gun, regia di Gilbert M. 'Broncho Billy' Anderson (1919)
- Angoscia mortale (The Cry of the Weak), regia di George Fitzmaurice (1919)
- Nobody's Kid, regia di Howard C. Hickman (1921)
- Thunderclap, regia di Richard Stanton (1921)
- Money, Money, Money, regia di Tom Forman (1923)